# Sdr. Parkskolen
Sdr. Parkskolen er en skole i Ringsted der udover nomalklasser har døve/hørehæmmede og Autistiske/Aspergers syndrom elever.
| Skole | Spire Denne artikel om en skole, en uddannelsesinstitution eller uddannelse er en spire som bør udbygges. Du er velkommen til at hjælpe Wikipedia ved at udvide den. |

|  | Denne artikel om en bygning eller et bygningsværk kan blive bedre, hvis der indsættes et (bedre) billede. Du kan hjælpe ved at afsøge Wikimedia Commons for et passende billede eller lægge et op på Wikimedia Commons med en af de tilladte licenser og indsætte det i artiklen. |

55°25′40″N 11°46′57″Ø / 55.4277°N 11.7825°Ø